# Хаютін Давид Мойсейович
Дави́д Мойсе́йович Хаю́тін (1896, Одеса — 1957) — український патологоанатом, науковець, професор.
Вихованець Новоросійського університету та Одеської державної медичної академії. Професор (1934–1944) Одеського медичного інституту. З жовтня 1944 р. по червень 1956 р. очолював кафедру патологічної анатомії. Член низки наукових товариств.
Автор понад 50 наукових праць, присвячених загальній патології, онкології, гельмінтозам тощо.